# Pipistrellus wattsi
Pipistrellus wattsi es una especie de murciélago de la familia Vespertilionidae.

## Distribución geográfica
Es endémica de Papúa Nueva Guinea.